# Rivières (Tarn)
Rivières település Franciaországban, Tarn megyében. Lakosainak száma 1065 fő (2022. január 1.). Rivières Senouillac, Brens, Gaillac, Labastide-de-Lévis és Lagrave községekkel határos.

## Népesség
A település népessége az elmúlt években az alábbi módon változott:
| Lakosok száma | 975  | 1028 | 1056 | 1048 | 1056 | 1064 | 1072 | 1071 | 1065 |
|               | 2013 | 2015 | 2016 | 2017 | 2018 | 2019 | 2020 | 2021 | 2022 |